# Hans Berglund
Hans Gustaf Bo Berglund (ur. 24 lutego 1918 w Sztokholmie, zm. 17 września 2006 w Hässelby) – szwedzki kajakarz.
W swoim jedynym występie na letnich igrzyskach olimpijskich w Londynie w 1948 roku zdobył złoty medal w parze z Lennartem Klingströmem na dystansie 1000 metrów. W swoim dorobku ma także złoto oraz brąz mistrzostw świata.
Jego syn Bo Berglund wystąpił w konkurencji K-2 na 1000 metrów na igrzyskach olimpijskich w 1972 w Monachium.